# Mein Teil
Mein Teil（德译：我的部分）是德国工业金属乐队Rammstein的一首单曲，歌曲的创作灵感源于阿明·迈韦斯和贝恩德·于尔根阿曼多·布兰德斯事件，2001年3月，两名40岁左右的男子相识并相爱，布兰德斯的阴茎被切下并煮熟后被对方吃掉，之后，迈韦斯在布兰德斯的同意下杀害了他并吃了他。结果，迈韦斯因故意杀人罪，被判处有期徒刑八年半，但其后被控以谋杀罪被判处终身监禁。
“Mein Teil”在第48届格莱美奖中获得了最佳金属奖提名，但输给了活结乐队的Before I Forget。

## MV
因为各种争议，Mein Teil的MV在德国MTV频道限制在晚上11点后播出。MV中Christoph Schneider装扮成阿明·迈韦斯的母亲；Till让一位天使给他口交随后吃她的翅膀并杀了她；Flake在迷幻状态下跳芭蕾；Paul颤抖；大声尖叫在狂乱的状况下四处游荡；Richard在跟他的分身决斗；Ollie在地板上痛苦的痉挛，随后他们在泥浆池中打架，最后，五位乐队成员，被Schneider牵着，像狗一样地爬出地铁。

## 现场
2004年10月，歌曲首次亮相于粉丝俱乐部，该歌曲在Reise, Reise巡演中是最引人注目的。Till Lindemann从后台拉出一个巨大的烹饪锅，他打扮成一个血迹斑斑的厨师拿着接有麦克风的屠刀，键盘手Christian "Flake" Lorenz出现在锅内，在第二合唱后，Till拿着火焰喷射器向锅底喷火“烹调”Flake，Flake从锅里逃出，他的胳膊和腿上的烟花开始燃放，Till开始拿刀追他。当被问及为什么这么做时，Flake答：“没问题，只是有点疼，但不能呼吸因为会吸入火焰而死”，鉴于表演成分，这首歌通常在现场演奏会延长到6或7分钟时。